# Molinara
Molinara är en stad och kommun i provinsen Benevento, i regionen Kampanien i södra Italien. mmunen hade 1 593 invånare (2017)) och gränsar till kommunerna Foiano di Val Fortore, San Giorgio La Molara samt San Marco dei Cavoti.